# Dolichopus latipes
Dolichopus latipes är en tvåvingeart som först beskrevs av Friedrich Hermann Loew 1861.  Dolichopus latipes ingår i släktet Dolichopus och familjen styltflugor. Inga underarter finns listade i Catalogue of Life.